# آشوینی کالسکار
آشوینی کالسکار (به انگلیسی: Ashwini Kalsekar) (زاده ۲۲ ژانویه ۱۹۷۰) بازیگر هندی است.
از فیلم‌هایی که وی در آن نقش داشته است می‌توان به بازگشت سینگهام،سیمبا، بدرینات، ناگفته‌ها، بمب لاکسمی، هزار تو ۲، فوت کردن، فوت کردن ۲، تاریخچه خون، بابلی بانسر و جانی خائن اشاره کرد.